# LEONVOCI
LEONVOCI — український чоловічий вокальний квартет, заснований 2015 року у Львові. В перекладі з італійської та іспанської LEONVOCI — «Голоси левів» або ж «Голоси Львова».
Репертуар гурту складається з пісень, арій з опер та популярної музики різними мовами: іспанською, італійською, французькою, польською, англійською та українською.
2016 року колектив брав участь у польському телевізійному проекті «Mam talent!» (укр. Маю талант), де дійшов до півфіналу.
У червні 2018 року гурт презентував в Будапешті перший альбом «Етнопростір».
У вересні цього ж року квартет здобув перемогу на вокальному конкурсі імені Яна Кепури "Золотий потік" (пол. Złoty Potok), що в Польщі.
10 січня 2019 року відбувся перший сольний концерт в рідному Львові, під назвою "Вдома на Різдво".
Також у січні 2019 року хлопці взяли участь у співочому талант-шоу "Голос країни", що на каналі 1+1, та потрапили до команди Тіни Кароль..
Квартет гастролює в Польщі та Угорщині.

## Склад колективу
- Назар Тацишин — лідер гурту
- Ігор Радванський,
- Роман Чава,
- Андрій Стецький.